# Hugel
Hugel (né le 14 décembre 1987 à Marseille) est un DJ et producteur de musique français.

## Biographie
Florent Hugel vit à Marseille, et commence à travailler comme producteur de musique en 2005 avec des influences de hip-hop, pop et EDM. Il a entre autres été membre du duo EDM KitSch 2.0 et du projet hip-hop Hipsshaker.
En mars 2015, Hugel sort son premier single solo Coming Home qui se classe à la 80e place des charts allemands[source secondaire souhaitée]. En juin 2016, il sort la chanson Where We Belong en collaboration avec la chanteuse britannique Jasmine Thompson, pour laquelle un clip est également filmé. Il connaît son premier succès dans les pays germanophones en 2017 grâce à sa collaboration avec le DJ allemand Robin Schulz sur la chanson I Believe I'm Fine, qui se classe dans les tops singles d'Allemagne, d'Autriche et de Suisse, et qui est certifiée or en Allemagne en 2018. La même année, il sort le single solo Baby, et co-produit la chanson Like a Riddle du DJ allemand Felix Jaehn[source secondaire souhaitée].
Après que la chanson Bella ciao, connue à l'origine pendant la Seconde Guerre mondiale, est devenue très populaire grâce à la série espagnole La casa de papel, Hugel publie en avril 2018 un remix de la chanson dans le style deep house,. Cette version connu un succès particulier en Belgique et en France, et a été no 2 en Allemagne et no 1 en Autriche. Hugel sort ensuite en septembre 2018, toujours sous le nom de El Profesor, la chanson Ce Soir?, qui reprend Lady Marmalade de Patti LaBelle.
En novembre 2018, Hugel sort la chanson WTF en collaboration avec la chanteuse britannique Amber Van Day, qui se classe aussi dans les charts des pays germanophones. La chanson est utilisée comme thème de la saison 13 de l'émission allemande Ich bin ein Star – Holt mich hier raus!, l'équivalent allemande de l'émission Je suis une célébrité, sortez-moi de là !,. En 2019, il sort la chanson Mamma Mia, également avec Amber Van Day.
Le 30 août 2019, alors que la troisième saison de La casa de papel utilise la chanson Guantanamera, Hugel en produit également un remix, nommé Guajira Guantanamera. En juin 2021, il sort la chanson Morenita, qui contribue à populariser le genre musical Latin house. En juillet 2024, sa chanson I Adore You, en collaboration avec le DJ allemand Topic et le chanteur et producteur iranien Arash, connaît également le succès,.
Il se produit régulièrement dans des festivals tels que Tomorrowland, l'EDC Las Vegas, ou Lollapalooza. Il est également résident dans des clubs réputés à Ibiza, tels que Ushuaia et Pacha,.

## Discographie

### Singles
- 2015 : Coming Home (feat. Jimmy Hennessy)
- 2015 : 2 People
- 2015 : Too Far Gone (feat. Katie Louise)
- 2016 : Postcards From iO (avec Charlene Soraia & Nicolas Monier)
- 2016 : Grandma's Hands (avec SHKT)
- 2016 : Where We Belong (avec Jasmine Thompson)
- 2017 : Baby
- 2017 : I Believe I'm Fine (avec Robin Schulz)
- 2018 : No Diggity
- 2018 : Signs (avec Taio Cruz)
- 2018 : WTF (feat. Amber Van Day)
- 2019 : Mamma Mia (feat. Amber Van Day)
- 2019 : House Music
- 2019 : Guajira Guantanamera
- 2019 : I Don't Wanna Talk (avec Alok feat. Amber Van Day)
- 2019 : They Know
- 2020 : Better
- 2020 : Gym Quarantine
- 2020 : Cool
- 2020 : Magnify (avec Sleepwalkrs feat. LPW)
- 2020 : I Wanna Kiss
- 2020 : Gimme Dat (feat. S.E.N.)
- 2020 : Can't Love Myself (feat. Mishaal & LPW)
- 2020 : 4 to the Floor (avec Stefy De Cicco & Hugo Cantarra feat. Nikol Apatini)
- 2021 : Come Get Me (feat. Preston Harris)
- 2021 : My Bed (avec Love Harder & Tobtok feat. RBVLN)
- 2021 : Mine (feat. Dawty Music & Preston Harris & Sophia Sugarman)
- 2021 : VIP (feat. Bloodline)
- 2021 : Morenita (feat. Cumbiafrica)
- 2021 : Finally (avec Yves V)
- 2021 : Back to Life
- 2021 : Booty Call (avec Fast Eddie)
- 2021 : Eyes on You (avec Quarterhead)
- 2021 : La Candela Viva (avec Jude & Frank & Twolate)
- 2021 : I Like It Like That (avec Kurd Maverick)
- 2022 : I Wish
- 2022 : Tumba la Casa
- 2022 : Castle (avec Alle Farben feat. Fast Boy)
- 2022 : El Sueno (feat. Cumbiafrica)[13]
- 2022 : Madonna (avec Lovra)[14]
- 2022 : Pra Nao Dizer (avec Jude & Frank)
- 2022 : Fever (avec Quarterhead)
- 2022 : Black & Blue (avec Benjamin Ingrosso)
- 2022 : Aguila (avec Westend feat. Cumbiafrica)
- 2022 : Tenga Ganas de Ti (avec Damien N-Drix)
- 2022 : Tamo Loco (avec Lorna & Jenn Morel)
- 2022 : Florianopolis (avec Baddies Only)
- 2022 : Rio Rio (avec Jude & Frank & Paolo Pellegrino feat. Martina Camargo)
- 2022 : Tra Tra (avec Blond:ish & Nfasis)
- 2022 : Marianela (Qué Pasa) (avec Merk & Kremont vs. Lirico En La Casa)
- 2023 : KLK (avec Crusy & Jenn Morel feat. Joelii)
- 2023 : Pa Lante (avec Ryan Arnold & El Chuape)
- 2023 : Como Shakira (avec Nfasis)
- 2023 : Cuatro Vientos (avec Danit)
- 2023 : Es un Secreto (avec Blond:ish & Dalex feat. Pensión & Juanmih)
- 2023 : Bololo (avec Tom Enzy & MC Bin Laden)
- 2023 : NaNa Djon (avec Francis Mercier feat. Victor Démé)
- 2023 : Pega (avec Andruss & Fatboi)
- 2023 : Chakachaka (avec Tom Enzy & Nfasis feat. Damien N-Drix)
- 2023 : La Bebé (avec Aaron Sevilla & Juany Bravo)
- 2023 : Pompi (avec El Chuape & GSPR)
- 2023 : I Like It Like That (avec Kurd Maverick)
- 2023 : Tututu (avec Malóne & PV Aparataje feat. KD One & Cvmpanile & Draxx)
- 2023 : Stay High (avec Diplo feat. Julia Church)
- 2023 : Dale (avec Peppe Citarella & Billy the Diamond)
- 2024 : Ready to Go (My Addiction) (avec Alex Guesta)
- 2024 : Shimmy Shake
- 2024 : Fukinasty (avec Amine Edge & Dance feat. DJ Rush)
- 2024 : Andalucia (avec Grossomoddo)
- 2024 : La Verdolaga (feat. Totó la Momposina)
- 2024 : I Adore You (avec Topic & Arash feat. Daecolm)
- 2024 : Coraçao (20th Anniversary Mix) (avec Jerry Ropero & Mijangos feat. Jesús Fernández)
- 2024 : Go Again (avec Roger Sanchez)
- 2024 : Forever (avec Diplo feat. Malou & Yuna)[15]
- 2024 : Dubai Shit (avec Maesic & Omada)
- 2024 : It Feels so Good (avec Matt Sassari feat. Sonique)
- 2024 : Majnuna (avec Grossomoddo & Randoree)[16]

#### Singles classés
| Titre                                          | Année | Meilleures positions | Meilleures positions | Meilleures positions | Meilleures positions | Meilleures positions | Meilleures positions | Meilleures positions | Meilleures positions | Album     |
| Titre                                          | Année | FRA                  | ALL                  | AUT                  | BEL (FL)             | BEL (WAL)            | P-B                  | R-U                  | SUI                  | Album     |
| ---------------------------------------------- | ----- | -------------------- | -------------------- | -------------------- | -------------------- | -------------------- | -------------------- | -------------------- | -------------------- | --------- |
| Coming Home (feat. Jimmy Hennessy)             | 2015  | —                    | 80                   | —                    | —                    | —                    | —                    | —                    | —                    |           |
| I Believe I'm Fine (avec Robin Schulz)         | 2017  | 182                  | 29                   | 26                   | —                    | —                    | —                    | —                    | 88                   | Uncovered |
| WTF (feat. Amber Van Day)                      | 2018  | —                    | 21                   | 26                   | —                    | —                    | —                    | —                    | 96                   |           |
| I Adore You (avec Topic & Arash feat. Daecolm) | 2024  | 95                   | 8                    | 39                   | 4                    | 12                   | 16                   | 69                   | 11                   |           |

#### Remixes
- 2015 : Feder feat. Lyse - Goodbye (Hugel Remix)
- 2015 : Alex Schulz - In The Morning Light (Hugel Remix)
- 2015 : David Guetta & Showtek feat. Magic! & Sonny Wilson - Sun Goes Down (Hugel Remix)
- 2015 : Robin Schulz feat. Francesco Yates - Sugar (Hugel Remix)
- 2015 : Thomas Jack - Rivers (Hugel Remix)
- 2015 : Fabolous - Can't Let You Go (Hugel Remix)
- 2015 : Robin Schulz & J.U.D.G.E. - Show Me Love (Hugel Remix)
- 2015 : JoJo - When Love Hurts (Hugel Remix)
- 2015 : The Avener feat. Ane Brun - To Let Myself Go (Hugel Remix)
- 2016 : Robin Schulz feat. Akon - Heatwave (Hugel Remix)
- 2016 : Freddy Verano feat. Natalia Doco - Comets (Hugel Remix)
- 2016 : Moguai feat. Tom Cane - You'll See Me (Hugel Remix)
- 2016 : Sara Hartman - Satellite (Hugel & Heyhey Remix)
- 2016 : Bakermat feat. Alex Clare - Living (Hugel Remix)
- 2017 : Robin Schulz & David Guetta feat. Cheat Codes - Shed a Light (Hugel Remix)
- 2017 : Lost Frequencies - What Is Love 2016 (Hugel & Adam Trigger Remix)
- 2017 : DJ Katch feat. Hayley - Lights Out (Too Drunk) (Hugel Remix)
- 2017 : Charlie Puth - Attention (Hugel Remix)
- 2017 : Nervo - In Your Arms (Hugel Remix)
- 2017 : J Balvin & Willy William - Mi gente (Hugel Remix)
- 2017 : Kungs feat. Olly Murs & Coely - More Mess (Hugel Remix)
- 2017 : Mono Mind - Save Me a Place (Hugel Remix)
- 2018 : Nico Santos - Rooftops (Hugel Remix)
- 2018 : Julian Perretta - On the Line (Hugel Remix)
- 2018 : El Profesor - Bella ciao (Hugel Remix)
- 2018 : Haevn - Back in the Water (Hugel Remix)
- 2018 : Adam Trigger - Olé (Hugel Remix)
- 2018 : Tiësto & Dzeko feat. Preme & Post Malone - Jackie Chan (Hugel Remix)
- 2018 : Pablo Nouvelle feat. Andreya Triana - Sunshine in Stereo (Hugel Remix)
- 2018 : Christopher - Bad (Hugel Remix)
- 2018 : Maan On The Moon feat. Marvin Brooks - Gone (Hugel Remix)
- 2018 : The Shadowboxers - Shadowboxer (Hugel Remix)
- 2018 : Nico De Andrea - The Shape (Hugel Remix)
- 2018 : El Profesor feat. Laura White - Ce Soir? (Hugel Remix / Hugel VIP Edit)
- 2018 : OMI & Felix Jaehn - Masterpiece (Hugel Remix)
- 2018 : Mono Mind - LaLaLove (Hugel Remix)
- 2018 : Ofenbach feat. Benjamin Ingrosso - Paradise (Hugel Remix)
- 2018 : Jonas Blue & Liam Payne & Lennon Stella - Polaroid (Hugel Remix)
- 2018 : Silk City & Dua Lipa - Electricity (Hugel Remix)
- 2018 : Drake - Nice for What (Hugel Remix)
- 2019 : Le Cheval - Fandango (Hugel Remix)
- 2019 : Calvin Harris & Sam Smith - Promises (Hugel Remix)
- 2019 : Khalid & Disclosure - Talk (Hugel Remix)
- 2019 : Lil Nas X - Old Town Road (Hugel Remix)
- 2019 : Billie Eilish - Bad Guy (Hugel Remix)
- 2019 : Major Lazer feat. J Balvin & El Alfa - Que Calor (Hugel Remix)
- 2020 : Sigala & Ella Henderson - We Got Love (Hugel Remix)
- 2020 : Upsahl - 12345SEX (Hugel Remix)
- 2020 : Topic & A7S - Breaking Me (Hugel Remix)
- 2020 : Regard & Raye - Secrets (Hugel Remix)
- 2020 : Lari Luke feat. Alida - Out of This Town (Hugel Remix)
- 2020 : Imanbek & Martin Jensen - I'm Just Feelin' (Du Du Du) (Hugel & Damien N-Drix Remix)
- 2020 : Auntie Hammy - Pew Pew Pew (Hugel Remix)
- 2020 : Brando - Look Into My Eyes (Hugel & Hugo Cantarra Remix)
- 2020 : Master KG feat. Nomcebo Zikode - Jerusalema (Hugel Remix)
- 2020 : Michael Calfan & Martin Solveig - No Lie (Hugel Remix)
- 2020 : James Hype feat. Harlee - Afraid (Hugel Remix)
- 2020 : Nathan Dawe & Little Mix - No Time for Tears (Hugel Remix)
- 2020 : Arthur Baker & MistaJam - Born to Be Wild (Hugel Remix)
- 2021 : Shift K3y & Tinashe - Love Line (Hugel Remix)
- 2021 : Jonasu - Black Magic (Hugel Remix)
- 2021 : Dillon Francis & Bow Anderson - Reaching Out (Hugel Remix)
- 2021 : Jetta - Honey (Hugel Remix)
- 2022 : Hugel & Jude & Frank - Pra Nao Dizer (Hugel 6AM Edit)
- 2022 : Dyamante DJ & Mc Gw - Sentadinha Diferente (Hugel Remix)
- 2022 : Blond:ish & Francis Mercier & Amadou et Mariam - Sete (Hugel Remix)
- 2022 : Diplo & Sleepy Tom - Be Right There (Hugel Remix)
- 2023 : Ragga FL - Ritmo (Hugel Edit)
- 2023 : Danit & Hugel - Cuatro Vientos (Hugel Version)
- 2023 : Marshmello & Manuel Turizo - El Merengue (Hugel Remix)
- 2023 : Íñigo Quintero - Si No Estás (Hugel & Jamy Nox Remix)
- 2024 : Latín Mafia & Humbe - Patadas de Ahogado (Hugel Rework)
- 2024 : Twenty Six & Tayson Kryss - Buscando Money (Hugel & Jesús Fernández Remix)
- 2024 : Muni Long - Made for Me (Hugel Dance Remix)
- 2024 : MC Menor JP & Ramonmix & The Ironix - Menina de Vermelho (Hugel Version)

### Sous El Profesor

#### Singles
| Titre                             | Année | Meilleures positions | Meilleures positions | Meilleures positions | Meilleures positions | Meilleures positions |
| Titre                             | Année | FRA                  | ALL                  | AUT                  | BEL (FL)             | SUI                  |
| --------------------------------- | ----- | -------------------- | -------------------- | -------------------- | -------------------- | -------------------- |
| Bella ciao                        | 2018  | 25                   | 2                    | 1                    | 13                   | 14                   |
| Ce Soir? (feat. Laura White)      | 2018  | —                    | —                    | —                    | —                    | —                    |
| Busy Bye Bye                      | 2019  | —                    | —                    | —                    | —                    | —                    |
| Bongo Cha Cha Cha (Summer Anthem) | 2021  | —                    | —                    | —                    | —                    | —                    |

#### Remixes
- 2021 : Lotus, Spyzer and Salt-N-Pepa - Push It! (El Profesor Remix)
- 2021 : The Disco Boys feat. Manfred Mann's Earth Band - For You (El Profesor Remix)